# Caius Titius
Caius Titius (Kr. e. 2. század) római szónok, tragédiaköltő.
Életéről semmit sem tudunk, munkái még töredékesen sem maradtak fenn. Nevét Cicero említi egyik munkájában, ugyanő jegyzi meg, hogy sokkal híresebb volt, mint szónok a tragédiaköltőnél. Ez arra utal, hogy kora egyik középszerű alkotója lehetett.